# Hälsingetidningar
Hälsingetidningar AB (ibland förkortat HÄTAB) var ett svenskt medieföretag som bland annat gav ut tidningarna Ljusnan, Ljusdals-Posten, Hudiksvalls Tidning och Söderhamns-Kuriren. Företaget, som har sitt säte i Hudiksvall, hade 2008 cirka 175 anställda och en omsättning på 215 miljoner kronor. Hälsingetidningar gav även gratistidningarna Söderhamnsnytt, Bollnäsnytt, Hudiknytt och Ljusdalsnytt.
Tidningarna var starkt integrerade och hade länge gemensam chefredaktör. De har inte heller enskilda webbplatser, utan publicerar material på den gemensamma webbplatsen Helahälsingland. Verksamheten uppgick i ett större bolag runt 2013, men samordningen behölls under några år fram till år 2022.

## Historik
Företaget bildades den 1 september 1999 av Ljusdals Tidnings AB som ägde Ljusdals-Posten och Hälsinge-Kuriren samt Centerpartiägda Hudiksvalls Tidning med editionen Hälsinglands Tidning. Familjen Svender (genom Ljusdals Tidnings AB) och Centertidningar ägde hälften var av det sammanslagna bolaget. Ljusdals Tidnings chefredaktör Mats Åmvall blev chefredaktör för alla tidningarna.
Titeln Hälsinglands Tidning reducerades och avvecklades helt 2001. Hälsinge-Kuriren bytte namn till Söderhamns-Kuriren i mars 2007.
När Centertidningar delades upp hösten 2005 tog Mittmedia över ägandet i Hälsingetidningar. I samband med detta valde även familjen Svender att sälja sitt innehav i bolaget till Mittmedia. Mittmedia ägde sedan tidigare Bollnästidningen Ljusnan, som integrerades i Hälsingetidningar.
I mars 2009 lanserades den gemensamma webbplatsen helahälsingland.
I januari 2013 fördes alla Mittmedias redaktioner in i ett bolag. Hälsingetidningarna behöll dock sin samordning.
Efter att Mittmedia tagits över av Bonnierkoncernen gjordes flera förändringar av organisationen med en satsning på att få tydligare lokal prägling. Detta innebar att den tidigare gemensamma chefredaktören ersattes av fyra separata under mitten av 2020.
Den 2 maj 2022 lanserades egna webbplatser för de fyra tidningarna och Helahälsingland upphörde.

## Chefredaktörer
- 1999–2011: Mats Åmvall
- 2011–2012: Daniel Bertils[21]
- 2012–2015: Gunilla Kindstrand[22]
- 2015–2017: Thomas Sundgren
- 2017–2020: Anders Ingvarsson